# Laimonis Šēnbergs
Laimonis Šēnbergs (geboren am 31. März 1947 in Jaunpiebalga) ist ein lettischer Plakatkünstler und Grafikdesigner.

## Werdegang

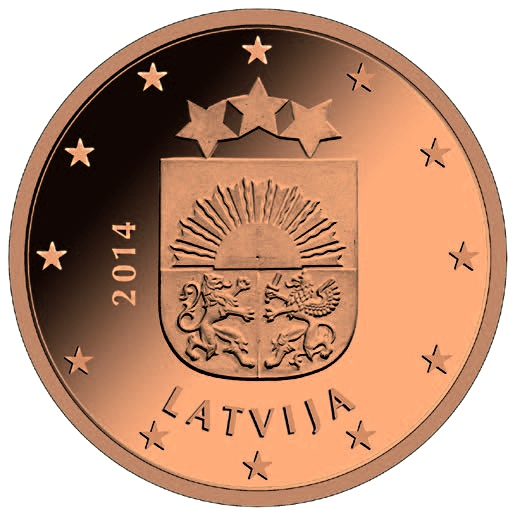
Lettische Kursmünze zu 1 Cent (seit 2014)

Lettische Kursmünze zu 50 Cent (seit 2014)

Laimonis Šēnbergs schloss 1967 seine Schulausbildung an der Kunstgewerbeschule in Riga ab. Bis 1972 studierte er an der Kunstakademie Lettlands Einrichtungsdesign. Seit 1967 hat Šēnbergs an etwa 50 internationalen Ausstellungen für Plakate und Design und an etwa 50 Kunstausstellungen im Inland teilgenommen. Von 1972 bis 1982 war er Mitglied des Künstlerkollektivs Māksla. Er ist seit 1993 künstlerischer Berater der Latvijas Banka und seit 2003 Vorsitzender der staatlichen Kommission für Heraldik der Republik Lettland.
Laimonis Šēnbergs hat mehrere Münzen für die Latvijas Banka entworfen. Seine auch außerhalb Lettlands bekanntesten Entwürfe sind die Bildseiten der lettischen Euromünzen zu 1 Cent bis 5 Cent mit dem kleinen Staatswappen und zu 10 Cent bis 50 Cent mit dem großen Staatswappen Lettlands.

## Münzentwürfe (Auswahl)
- 8 Silbermünzen und eine Goldmünze zu 10 Lati zum 800. Jahrestag der Gründung von Riga (1995 bis 1998);
- 3 Münzen in der Serie Coin of Time zu 1 Lats aus Silber und Niob (2004, 2007 und 2011);
- Münze zu 1 Lats aus Silber und Granit (2011);
- Silbermünze zu 5 Euro Kurländischer Barock (2014);
- Bildseiten der lettischen Kursmünzen zu 1 Cent bis 50 Cent (seit 2014);
- Silbermünze zu 5 Euro anlässlich des 100. Jahrestags der Unabhängigkeit Lettlands (2018).

Von Laimonis Šēnbergs entworfene Münzen
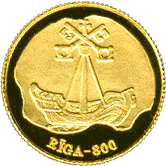
10 Lati 800 Jahre Riga (1998)
10 Lati 800 Jahre Riga (1998)
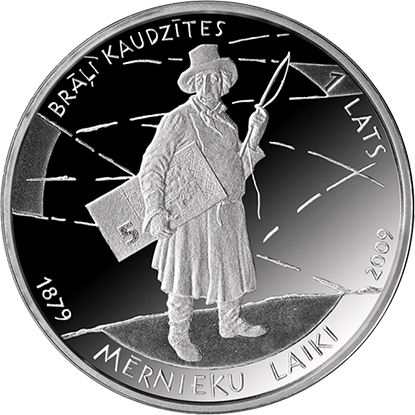
100 Jahre Veröffentlichung des Romans Landvermesserzeiten (2009)
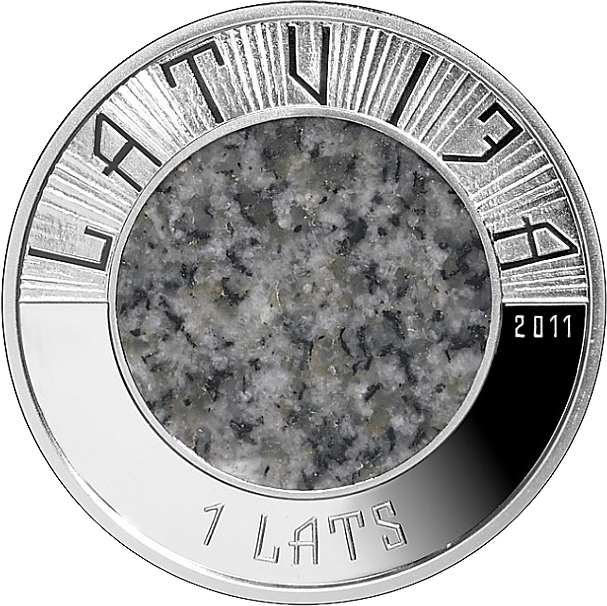
1 Lats aus Sterlingsilber und Granit (2011)
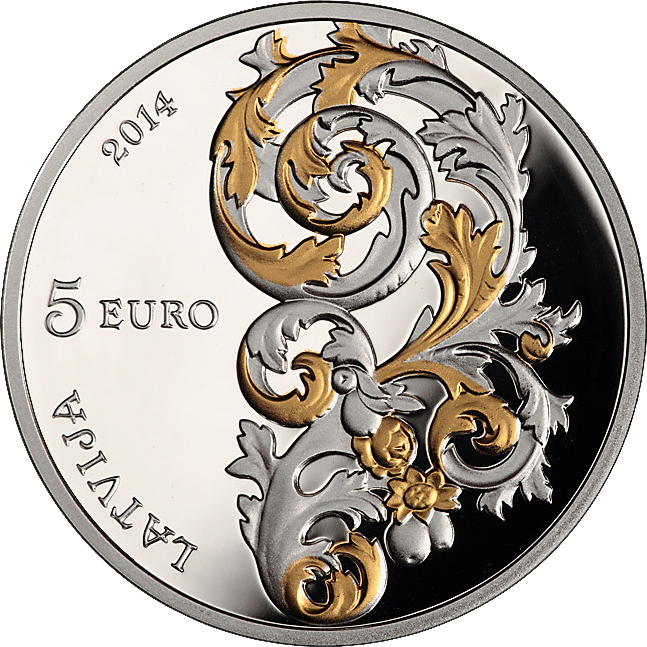
5 Euro Kurländischer Barock (2014)

## Einzelausstellungen als Plakatkünstler
- Cēsis (1980);
- Riga (1988);
- Cēsis (2006).

## Preise (Auswahl)
- Ehrenpreise der Internationalen Plakatbiennale Warschau 1978 und 1980
- Diplom und Medaille der Lettischen Künstlervereinigung für eine herausragende schöpferische Leistung (1979);
- Hauptpreis der Plakattriennale der Baltischen Republiken in Wilna;

## Auszeichnungen
- Staatspreis der Lettischen Sozialistischen Sowjetrepublik (1980);
- Verdienstvoller Kunstarbeiter der lettischen SSR (1987);
- Offizierskreuz des Drei-Sterne-Ordens (2011).